# Établissement public Loire
L'établissement public Loire (EP L), anciennement établissement public d’aménagement de la Loire et de ses affluents (EPALA) est un syndicat mixte composé de 6 régions, 16 départements et 22 villes, agglomérations et métropoles de plus de 30 000 habitants du bassin versant de la Loire, ainsi que 6 syndicats intercommunaux d'aménagement de la Loire et ses affluents (SICALA). Créé en 1983, son siège se situe à Orléans, dans une ancienne école d'artillerie des bords de Loire, appelée l'école d'artillerie de la Motte Sanguin. 

## Histoire
Le 21 novembre 1983, l'établissement public d’aménagement de la Loire et de ses affluents (Epala) est créé. C'est un syndicat mixte composé de cinq régions, quatorze départements et dix-sept communes urbaines de plus de 30 000 habitants du bassin versant de la Loire. La mairie de Tours y a semble-t-il une influence particulière. 